# Черемшанка (Восточно-Казахстанская область)
Черемшанка (каз. Черемшанка) — село в Глубоковском районе Восточно-Казахстанской области Казахстана. Административный центр Черемшанского сельского округа. Находится примерно в 52 км к востоку от районного центра, посёлка Глубокое. Код КАТО — 634069100.

## География
Село расположено в 41 км к западу от города Риддер (бывший Лениногорск) и 86 км северо-восточнее от Усть-Каменогорска. Через село протекает река Черемшанка — правый приток реки Ульба (правый приток Иртыша).

## История
Основано в 1799 году в Риддерской волости Змеиногорского округа староверами-«поляками».

## Население
В 1999 году население села составляло 3933 человека (1981 мужчина и 1952 женщины). По данным переписи 2009 года в селе проживало 3300 человек (1629 мужчин и 1671 женщина).

## Инфраструктура
В селе находится Черемшанская птицефабрика(не действует), ж/д станция Черемшанка. Через село проходит ответвление трассы А10.